# Dole pri Škofljici
Dole pri Škofljici je zaselek v Občini Škofljica.